# Muzeum Budownictwa Ludowego w Olsztynku
Muzeum Budownictwa Ludowego – Park Etnograficzny w Olsztynku – muzeum na wolnym powietrzu, zwane potocznie skansenem znajdujące się w Olsztynku. Skrót: MBL-PE w Olsztynku.

## Historia

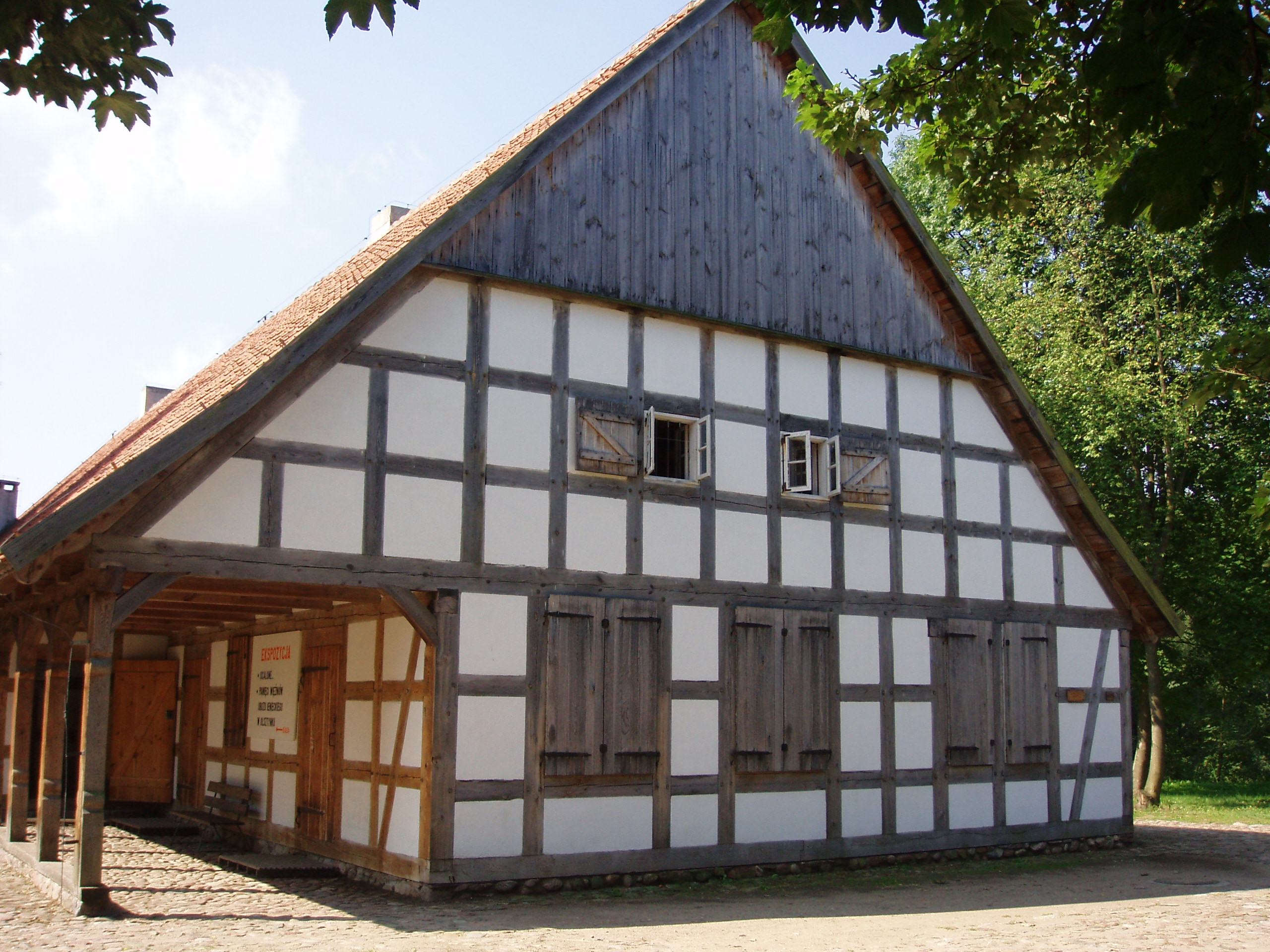
2. Karczma ze Skandawy – kopia, 2 poł. XVIII w.

24 września 1909 r. – pierwsza wzmiankowana data utworzenia Dorfmuseum Königsberg (Muzeum Wsi w Królewcu). Muzeum założone zostało jako ekspozycja architektury ludowej z terenów Prus, na obrzeżach ogrodu zoologicznego w Królewcu. Założycielem był dr Richard Dethlefsen – Prowincjonalny Konserwator Zabytków Prus Wschodnich. W 1937 podjęto decyzję o przeniesieniu ekspozycji do Olsztynka, gdzie już znajdowało się mauzoleum Hindenburga. Przenosiny trwały w latach 1938–1942. Nie udało się przenieść wszystkich obiektów. Z 22 prezentowanych w Królewcu 14 przeniesiono, przy czym jedna stodoła spłonęła od pioruna w roku 1945.
Po II wojnie światowej opiekę nad zgromadzonymi w Olsztynku budynkami sprawował Wojewódzki Konserwator Zabytków w Olsztynie. Pod koniec lat 50. XX wieku dr Franciszek Klonowski rozpoczął uzupełniać kolekcję o nowe obiekty architektury wiejskiej. 1 września 1961 utworzono Park Etnograficzny, funkcjonujący jako Oddział Muzeum Mazurskiego w Olsztynie. Jego pierwszym dyrektorem był dr Józef Wieczerzak. Już 1 stycznia 1969 roku skansen zaczął funkcjonować jako samodzielna i autonomiczna jednostka pod nazwą „Muzeum Budownictwa Ludowego – Park Etnograficzny w Olsztynku”. W 1974 r. Muzeum przejęło fragment gotyckiej zabudowy miasta Olsztynek: ruinę kościoła (XIV/XVII w.) oraz basztę murów obronnych miasta, które wyremontowało i adaptowało do funkcji Salonu Wystawowego i Domu Mrongowiusza.
Obecnie skansen w Olsztynku zajmuje około 77 ha, znajduje się tu 68 obiektów architektonicznych (13 przeniesionych z Królewca) oraz ekspozycje rzadkich gatunków zwierząt gospodarskich polskiego pochodzenia.
30 grudnia 2008 r. Muzeum zostało wpisane do Państwowego Rejestru Muzeów prowadzonego przez Ministra Kultury i Dziedzictwa Narodowego. Muzeum Budownictwo Ludowego – Park Etnograficzny w Olsztynku w prestiżowym Państwowym Rejestrze Muzeów znajduje się pod numerem 99.
Muzeum Budownictwa Ludowego – Park Etnograficzny w Olsztynku jest członkiem założycielem Stowarzyszenia Muzeów na Wolnym Powietrzu w Polsce. W roku 2009 Muzeum otrzymało honorową nagrodę im. Oskara Kolberga, za dorobek w popularyzacji kultury ludowej i folkloru.

## Zabytki

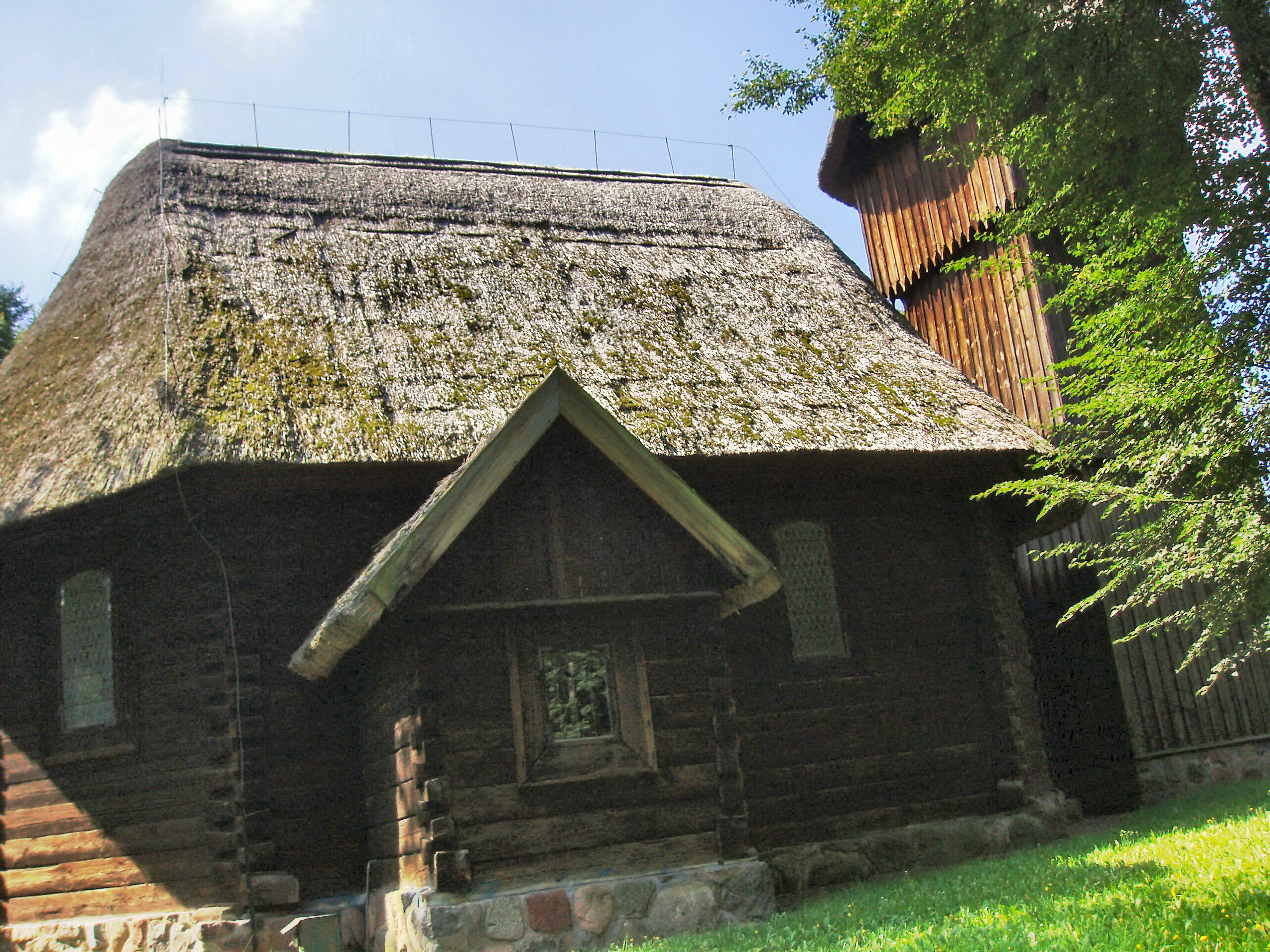
9a. Kościół z Rychnowa – kopia, 1909

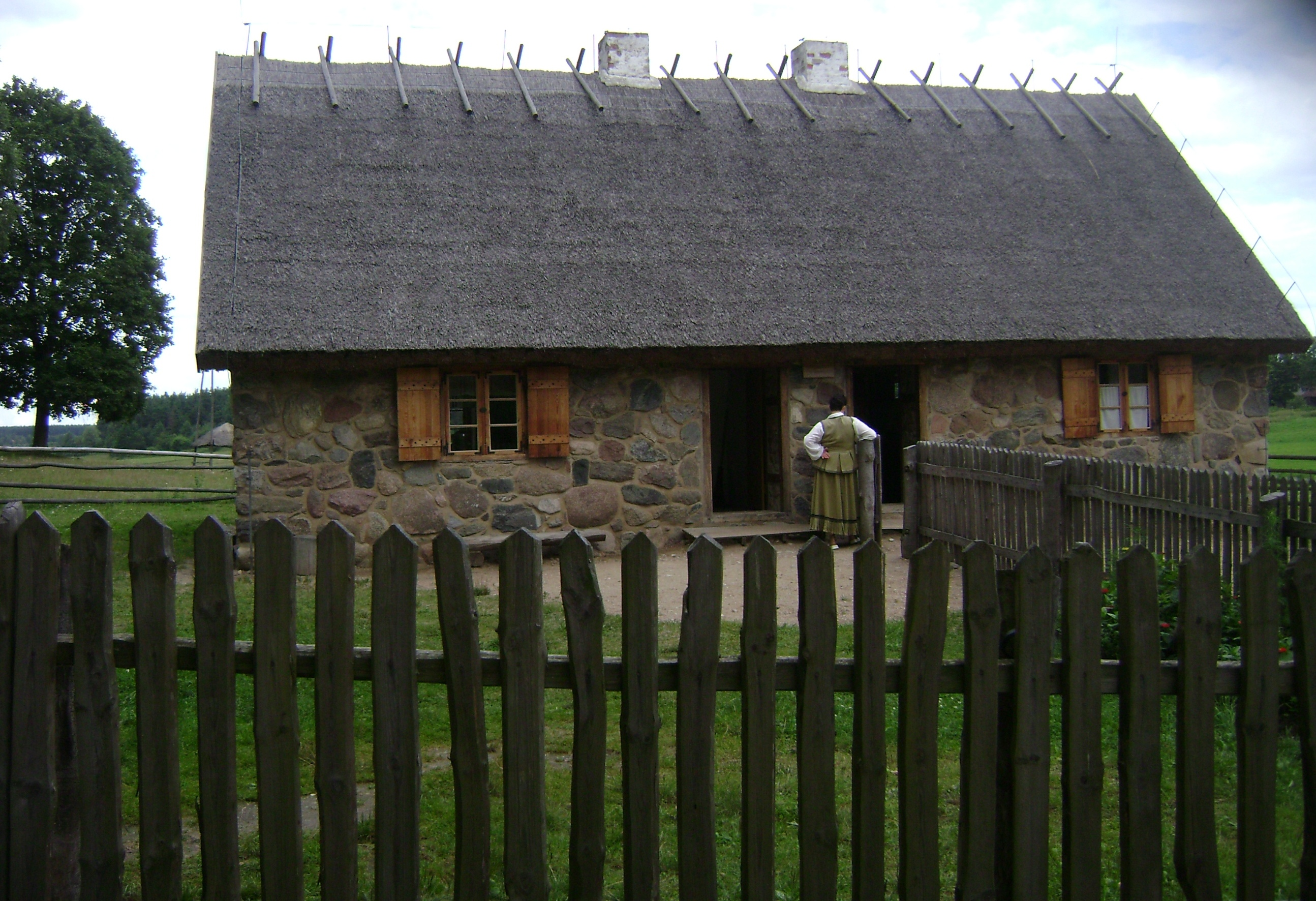
9. Dom kamienny z Łutynowa, 1 poł. XIX w.

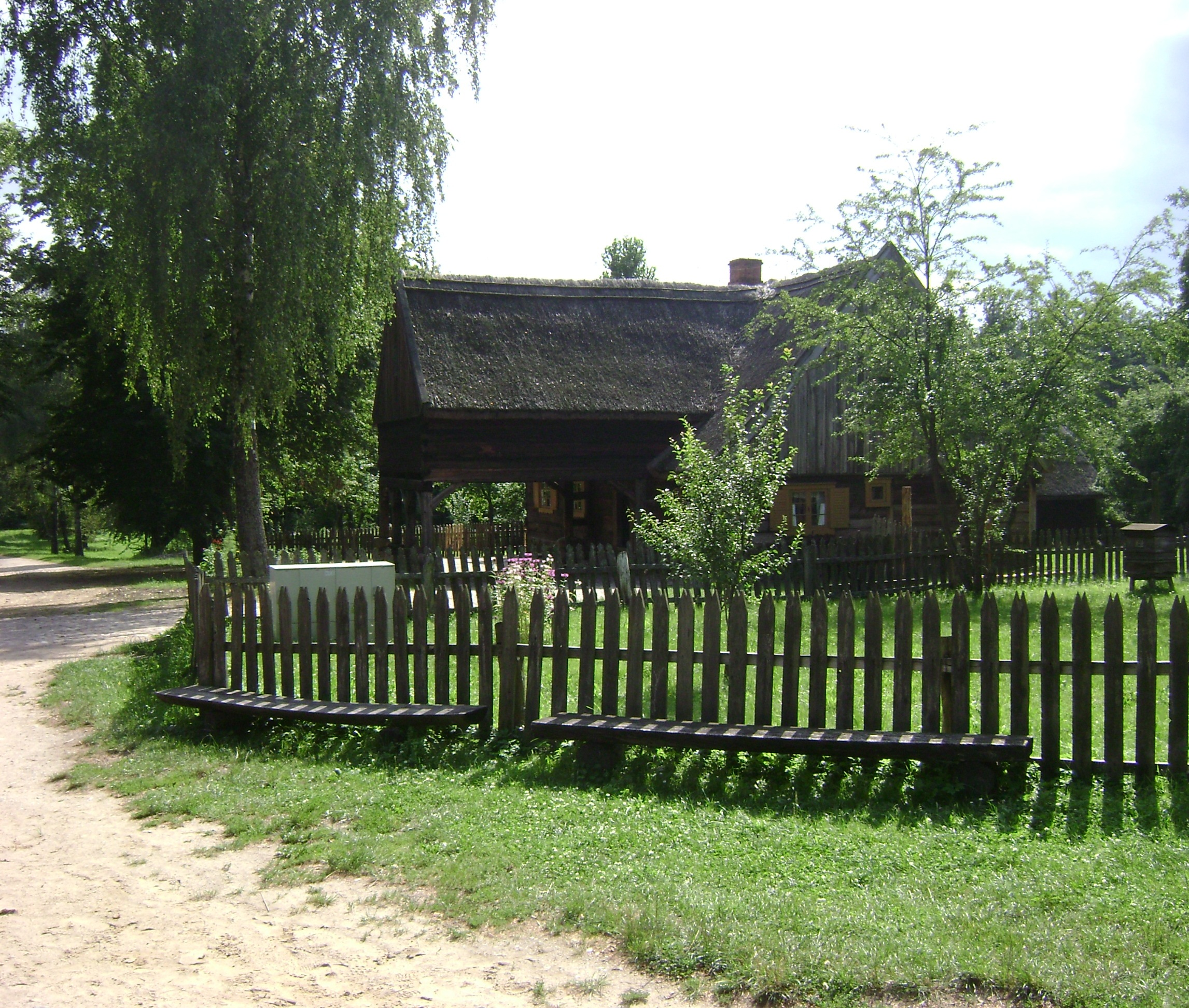
12a. Chałupa z wystawką podcieniową z Zielonki Pasłęckiej, 1819

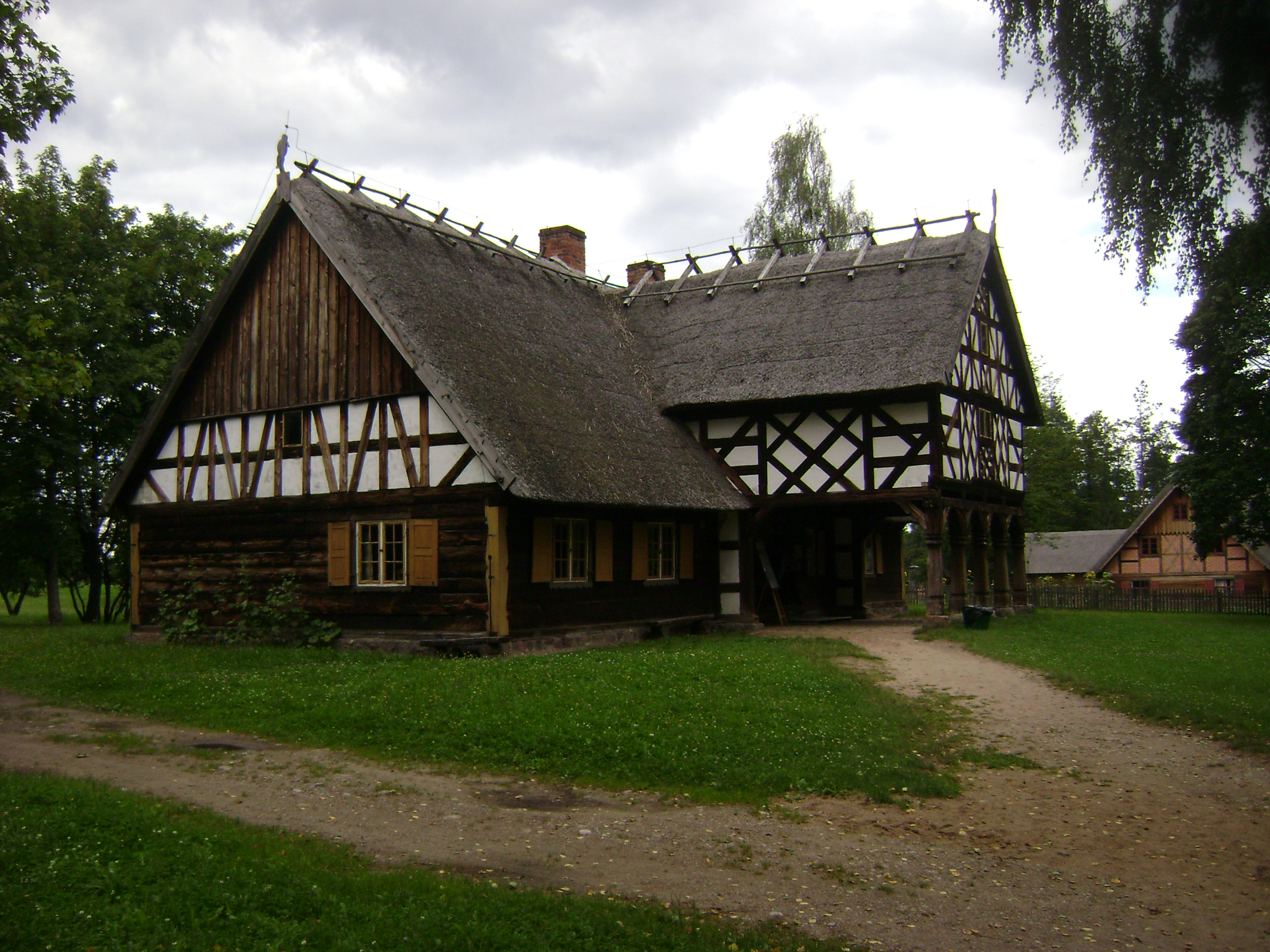
15a. Chałupa z wystawką podcieniową z Burdajn, kopia, 1 poł. XIX w.

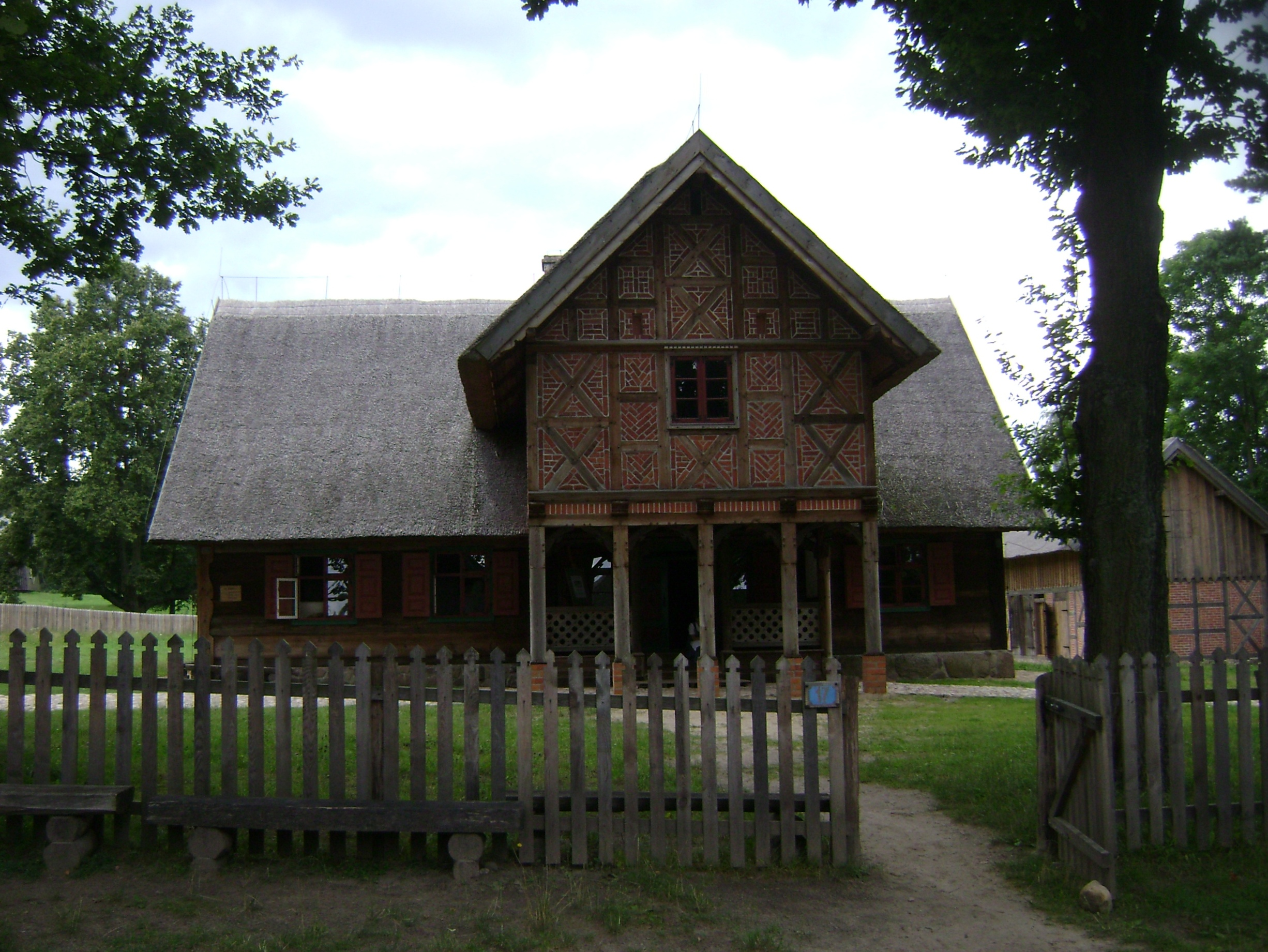
17a. Chałupa z wystawką podcieniową z Chojnika, poł. XIX w.

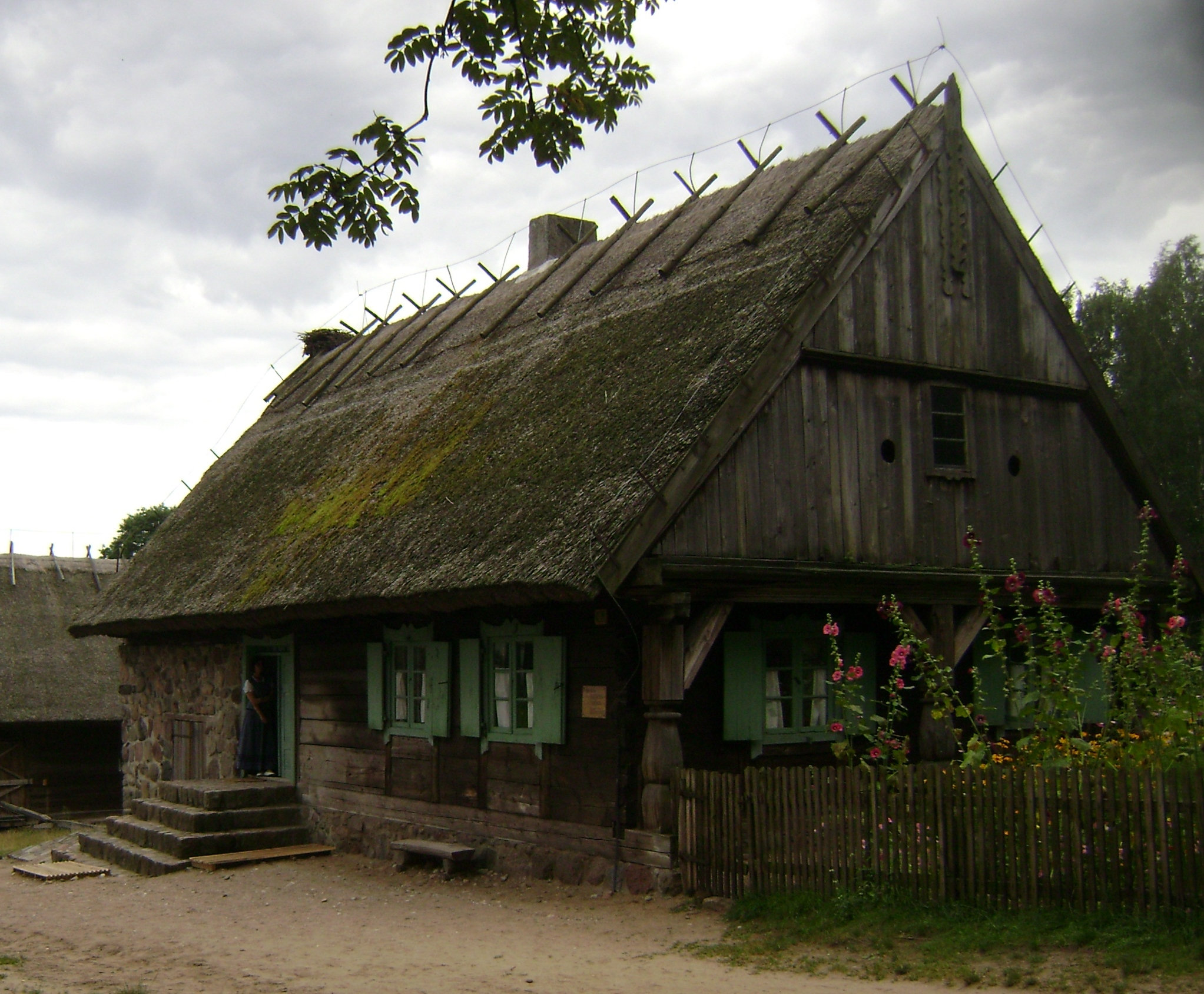
18a. Chałupa z Gązwy, XVIII/XIX wiek

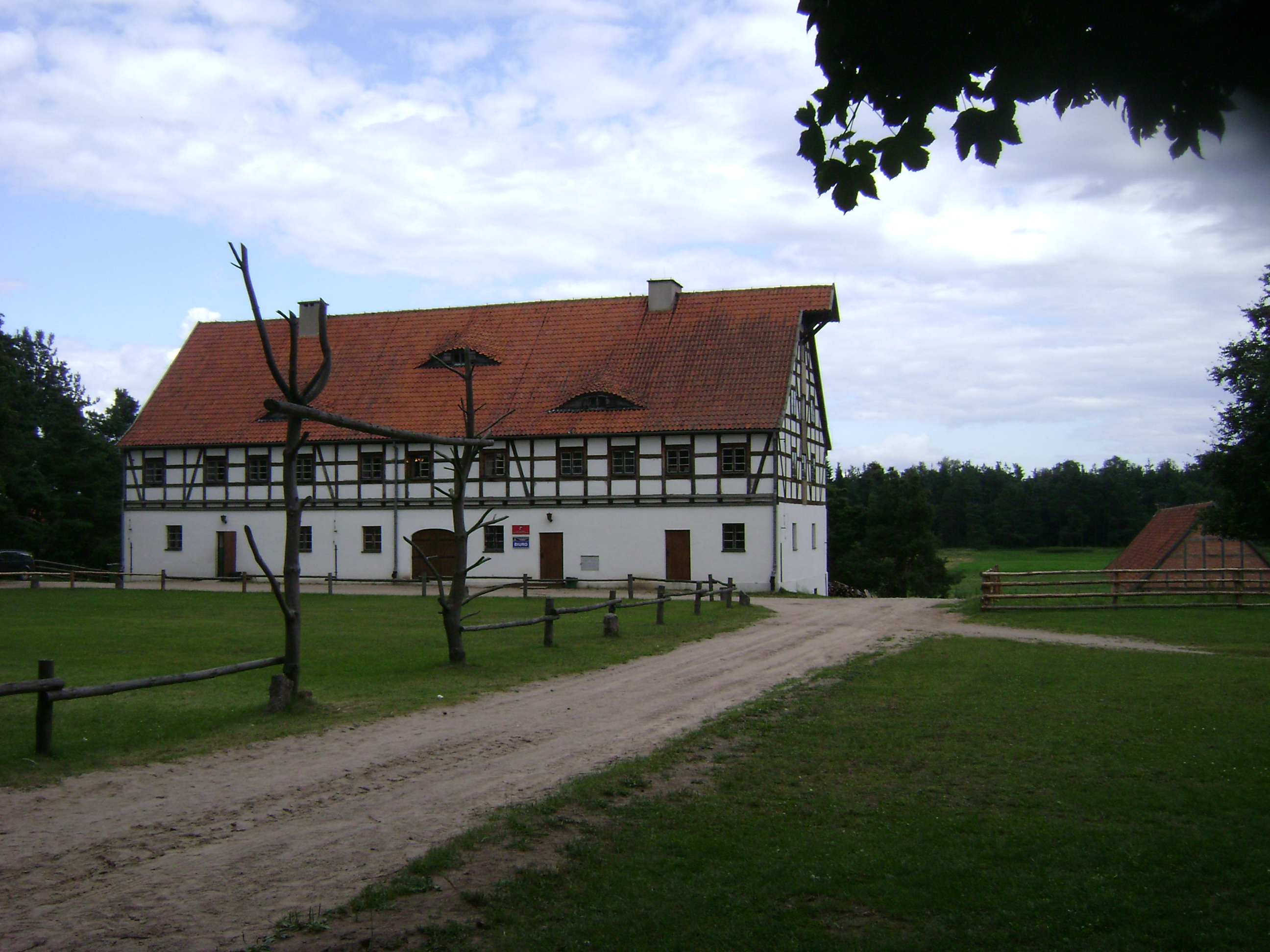
20b. Spichlerz ze Skandawy, kopia, XVIII/XIX w

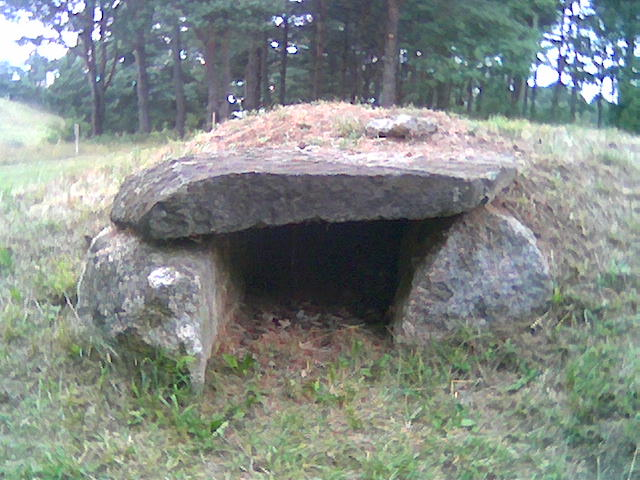
28a. Kurhanowy grób skrzynkowy, wczesna epoka żelaza, Sambia

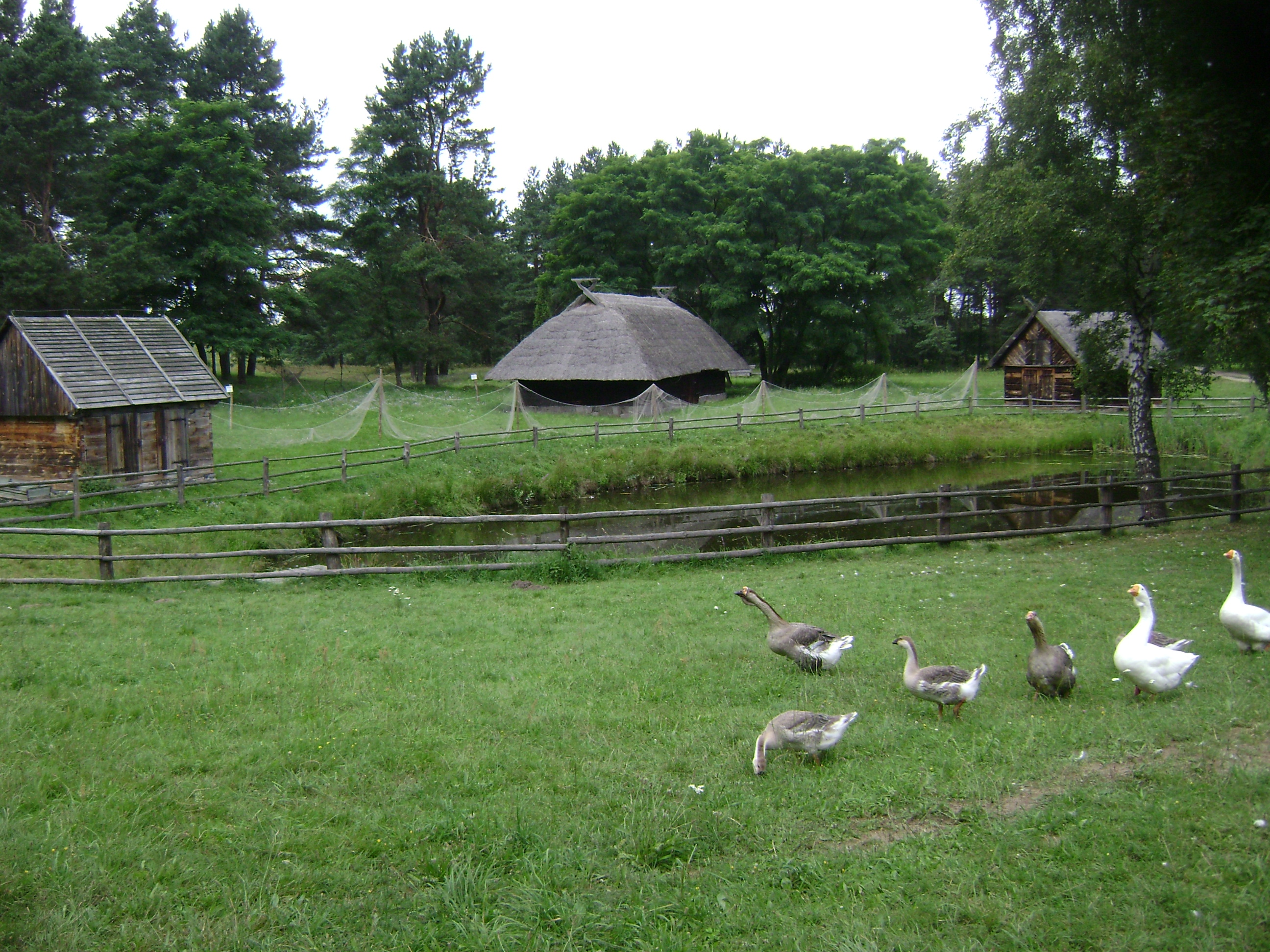
Zagroda rybaka: od lewej 32c. budynek gospodarczy rybaka z Gilge, 32d. suszarnia z Pempen (Kłajpeda), 32e. wędzarnia z Gilge

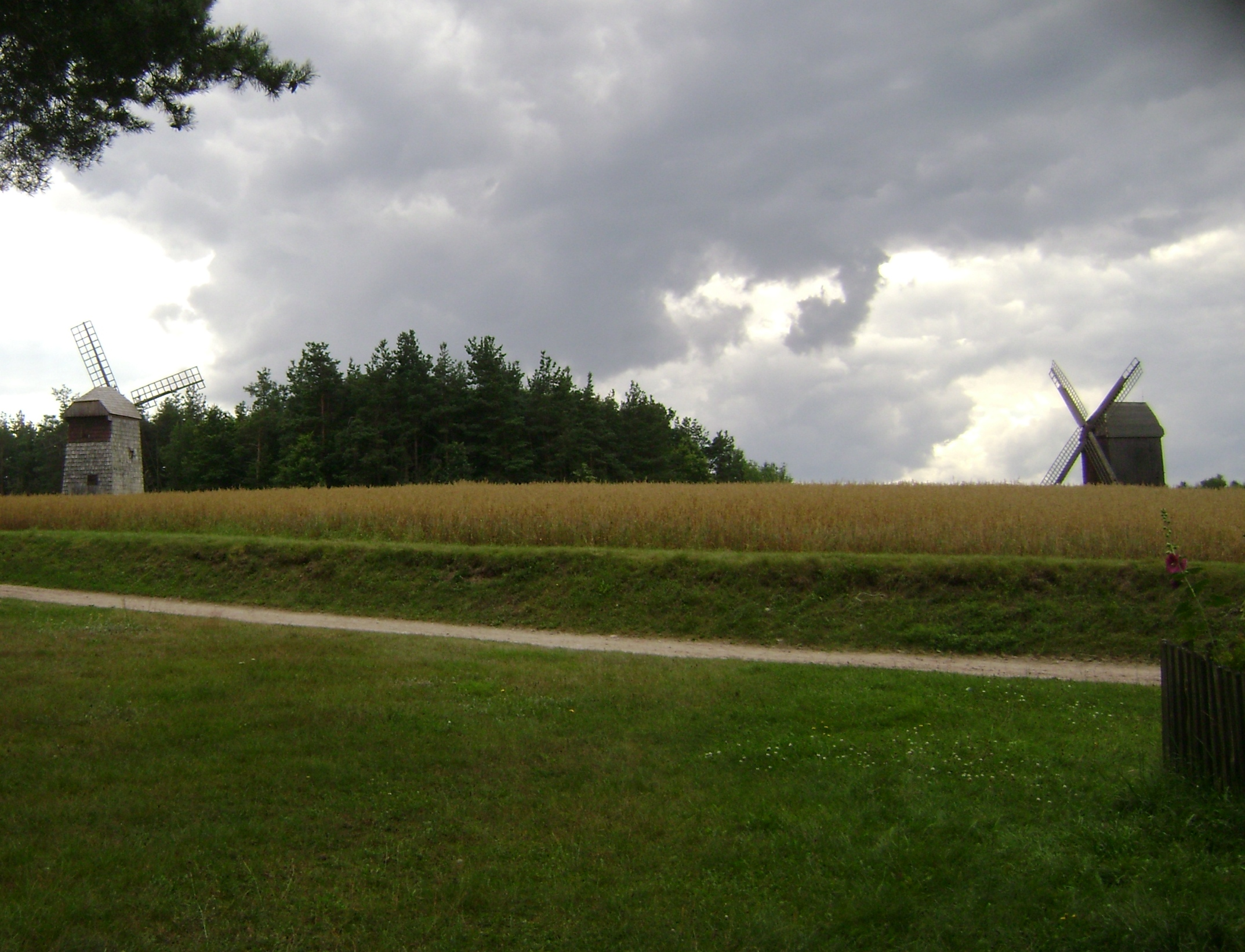
Wiatraki – po lewej „koźlak” z Wodzian (34.), po prawej „paltrak” z Ruskiej Wsi (35.)

Wśród obiektów muzealnych znajdują się chałupy z Powiśla, Warmii, Mazur, Sambii i Małej Litwy.
Poniżej wykaz obiektów MBL-PE w Olsztynku według kolejności zwiedzania:
- 1. Brama wjazdowa z Borek, XIX w. – kopia.
- 2. Karczma ze Skandawy, II połowa XVIII w. – kopia, prezentuje obiekt usytuowany przy uczęszczanym trakcie do Królewca. Wewnątrz lokal gastronomiczny i galeria sztuki ludowej.
- 3. Altanka parkowa z Judyt, pocz. XX w. – kopia obiektu w konstrukcji z „muru pruskiego”.
- 4. Młyn wodny z Kaborna, II połowa XVIII w. Spiętrzona woda wprawiała w ruch nasiębierne koło korytkowe, które poruszało urządzenia przemiałowe znajdujące się we młynie.
- 5. Gniotownik nasion oleistych z Nowego Młyna, pocz. XX w., dawniej powszechnie używany do uzyskiwania oleju.
- 6. Zagroda biedniacka z Mazur.
- 6a. Dom kamienny z Łutynowa, I połowa XIX w. Ekspozycja prezentuje wnętrze mieszkalne biedniackiej rodziny pogorzelców z pocz. XX w., oraz warsztat szewski z pocz. XX w.
- 6b. Piwnica ziemna z Małszewa, II połowa XIX w. Piwnice ziemne występowały powszechnie i służyły do przechowywania żywności i płodów rolnych.
- 7. Szkoła wiejska z Mazur.
- 7a. Szkoła wiejska z Pawłowa, XIX w. W budynku odbywają się zajęcia edukacyjne prowadzone przez pracowników Muzeum oraz znajduje się ekspozycja gabinetu dentystycznego z I poł. XX w.
- 7b. Wychodek wiejski z Cichogrądu, XIX w.
- 7c. Wychodek wiejski z Muchorowa, XIX w.
- 8. Bróg z dachem czterospadowym, służył do przechowania siana.
- 9. Kościół ewangelicki.
- 9a. Kościół z Rychnowa – wykonana w 1909 r. kopia, jednego z ostatnich przykładów ludowego budownictwa sakralnego na Mazurach. We wnętrzu polichromie przedstawiające: na stropie kuszenie w raju, na ścianach Apostołów. Ołtarz: tryptyk z połowy XVII w., z Różyńska Wielkiego. Kościół oryginalny pochodzi z lat 1712–1714 i znajduje się w Rychnowie, w powiecie ostródzkim.
- 9b. Wieża z Maniek – kopia pochodzącej z kościoła św. Mikołaja w Mańkach wieży z 1685 roku.
- 9c. Mur kamienny otaczający teren przykościelny, pocz. XX w.- kopia. Wokół kościołów sytuowano najstarsze cmentarze. Mur wyznaczał granice sacrum i profanum.
- 10. Krzyż przydrożny – z narzędziami Męki Pańskiej.
- 11. Pompa studzienna z Jemiołowa, I połowa XX w.
- 12. Zagroda powiślańska zamożnej rodziny osadników holenderskich.
- 12a. Chałupa z wystawką podcieniową z Zielonki Pasłęckiej, 1819 r. Wnętrze mieszkalne zamożnej rodziny osadników holenderskich z końca XIX w.
- 12b. Olejarnia z Kronina, XIX – XX w.
- 12c. Stodoła z Bramki, XIX w. – kopia. Stodoła w konstrukcji ryglowej szalowana deskami, adaptowana do funkcji zaplecza gospodarczego MBL.
- 13. Zagroda powiślańska.
- 13a. Chałupa powiślańska z wnęką środkową z Bartężka, I poł. XIX w. – kopia.
- 14. Dzwonnica ze wsi Kot, początek XX w., sytuowana w środku wsi. Używana na wypadek pożaru lub do oznajmiania ważnych wydarzeń.
- 15. Zagroda powiślańska zamożnej rodziny gospodarskiej z izbą szkolną.
- 15a. Chałupa z wystawką podcieniową z Burdajn, I połowa XIX w. – kopia. Wystawka w konstrukcji z „muru pruskiego” służyła jako spichlerz do przechowywania zboża. Ekspozycja prezentuje wnętrze izby szkolnej oraz mieszkanie nauczyciela z lat 20. XX w.
- 15b. Budynek gospodarczy z Kwietniewa, XIX w.
- 16. Zagroda karczmarza.
- 16a. Zajazd z karczmą z Małszewa, XVIII w.- kopia, sytuowane były przy uczęszczanych traktach.
- 17. Zagroda powiślańska zamożnej rodziny gospodarskiej.
- 17a. Chałupa z wystawką podcieniową z Chojnika, poł. XIX w.. Ekspozycja prezentuje tradycyjne wzornictwo odzieży ludności ukraińskiej, przesiedlonej po II wojnie światowej w ramach akcji „Wisła”.
- 17b. Budynek gospodarczy z Chojnika, poł. XIX w.
- 18. Zagroda mazurska stolarza i gołębiarza.
- 18a. Chałupa z Gązwy, z przełomu XVIII/XIX w., zbudowana z drewnianych bali w konstrukcji zrębowej, z płytkim podcieniem trzysłupowym w szczycie od strony drogi i z murowaną z kamienia polnego oborą w szczycie od strony podwórza gospodarczego. W chałupie piec kaflowy z 1792 r., z ozdobnych kafli, na których przedstawiono scenki rodzajowe i motywy kwiatowe. Ekspozycja prezentuje wnętrze mieszkalne średniozamożnej rodziny stolarza i gołębiarza z II poł. XIX w.
- 18b. Stodoła z Jerutek, II połowa XIX w., wykonana w konstrukcji zrębowej z trzema sąsiekami i dwoma klepiskami.
- 18c. Budynek gospodarczy z Jerutek, XIX w., ekspozycja prezentuje warsztat stolarski. 18d. Kurnik z gołębnikiem z Jerutek, II połowa XIX w.
- 18e. Piwnica kamienna z Jerutek, XIX w.
- 18f. Gołębnik, XX w. – kopia.
- 19. Zagroda mazurska średniozamożnej rodziny krawcowej.
- 19a. Chałupa z Turznicy, XIX w – kopia. Ekspozycja wnętrza mieszkalnego z lat 60. XX wieku z pracownią krawiecką.
- 19b. Piwnica z Pacółtowa, XIX/XX w – kopia.
- 20. Zespół folwarczny z terenu Mazur.
- 20a. Lamus z Drogosz, II połowa XVIII w. – kopia. Służył do przechowywania zbędnego sprzętu w zespole pałacowo-folwarcznym, wnętrze zaadaptowane do funkcji WC.
- 20b. Spichlerz dworski wzorowany na spichlerzu ze Skandawy, II połowa XVIII w. – kopia, (biuro- zaplecze gospodarcze).
- 20c. Stodoła dworska z zespołu folwarcznego ze Skandawy, XIX w. – kopia, (zaplecze gospodarcze).
- 20d. Stajnia dworska z dużego zespołu pałacowo-folwarcznego z Prosny na Mazurach, druga połowa XVIII w. – kopia, (zaplecze gospodarcze).
- 21. Kapliczka przydrożna z Giedajt na Warmii, XIX w. – kopia. Kapliczki miały różnorodne formy, występowały jedynie na terenie katolickiej Warmii. Stawiano je na rozstajach dróg, przy domach, przy drogach, wyznaczały trasy pielgrzymek do sanktuariów.
- 22. Kuźnia powiślańska z Bielicy, I połowa XIX w., wyposażona w palenisko i miech kowalski.
- 23. Remiza strażacka z drewnianą wieżą do suszenia węży strażackich z Giedajt na Warmii, 1902 r.
- 24. Zagroda warmińska owczarza i wikliniarza.
- 24a. Chałupa nr I z Kaborna, XVIII/XIX w. Ekspozycja prezentuje wnętrze mieszkalne średniozamożnej rodziny owczarza oraz warsztat wikliniarski z I poł. XIX wieku.
- 24b. Budynek gospodarczy – owczarnia z Purdki, II połowa XIX w.
- 24c. Stodoła z Marcinkowa, XIX w., służyła do przechowywania siana.
- 24d. Spichlerz z Purdki, II połowa XIX w., służył do przechowywania płodów rolnych.
- 25.
- 25a. Krzyż przydrożny z Rzecka na Warmii, XVIII w.
- 25b. Dzwonniczka słupowa ze wsi Kaplityny, II połowa XIX w. – kopia.
- 26. Zagroda warmińska pszczelarza i garncarza.
- 26a. Chałupa z podcieniem narożnym ze wsi Nowe Kawkowo, XIX w. Ekspozycja ukazuje wnętrze z lat 30. XX wieku zamieszkane przez rodzinę zamożnego pszczelarza oraz pracownicę garncarską.
- 26b. Stodoła ze wsi Stękiny, z kieratem wewnątrz, II połowa XIX w.
- 26c. Obórka z Kaborna, XIX w.
- 26d. Wozownia z garncarnią i piecem do wypalania ceramiki z Tomaszkowa, XIX w.
- 26e. Żuraw studzienny z Nowego Kawkowa, XX w.
- 27. Zagroda warmińska rodziny gburskiej.
- 27a. Chałupa nr II ze wsi Kaborno, XIX w. Wewnątrz wystawa malowanych mebli ludowych (po konserwacji w pracowni PPPKZ w Olsztynie).
- 28. Osada pruska
- 28a. Kurhanowy grób skrzynkowy, wczesna epoka żelaza – Sambia.
- 28b. Osada pruska – stanowisko archeologiczne. („Pruthenia” w planach)
- 28c. Piec Garncarski z Wilkowa, XIX w. – kopia.
- 29. Zagroda powiślańska młynarza.
- 29a. Chałupa powiślańska z Królewa, I połowa XIX w.
- 29b. Wiatrak „holender” z Dobrocina, II połowa XIX w., wyposażony w tradycyjne urządzenia przemiałowe. Korpus wiatraka jest nieruchomy, w kierunku wiatru obracano „czapę”, na której osadzone są skrzydła.
- 30. Bróg z dachem dwuspadowym, XX w.
- 31. Ambona myśliwska, XX w.
- 32. Zagroda litewska.
- 32a. Chałupa z Pempen, XVIII/XIX w. – kopia. Przykład domu średniozamożnego chłopa.
- 32b. Kleć z Lankuppen, XVIII w.- kopia. Kleć – „świrunek” – spichlerz, w litewskiej zagrodzie stał przy jednym z boków podwórza i służył do magazynowania żywności.
- 32c. Budynek gospodarczy rybaka z Gilge, XIX w. – kopia.
- 32d. Suszarnia z zagrody w Pempen, II połowa XIX w. – kopia.
- 32e. Wędzarnia rybacka z Gilge, XIX wiek – kopia.
- 33. Zagroda mazurska tkaczki.
- 33a. Chałupa z Nowej Różanki, I połowa XIX wieku, zbudowana z drewnianych ciosów w konstrukcji zrębowej, z płytkimi podcieniami trzysłupowymi w obu szczytach. Ekspozycja prezentuje wnętrze mieszkalne średniozamożnej rodziny tkaczki z połowy XIX w.
- 34. Wiatrak „koźlak” z Wodzian na Powiślu, 1773 r. Obracając cały korpus stojący na solidnym „koźle” ustawiano skrzydła w kierunku wiatru.
- 35. Wiatrak „paltrak” z Ruskiej Wsi, II połowa XIX w. Aby ustawić skrzydła w kierunku wiatru obracano korpus wiatraka, przesuwając go na żeliwnych rolkach po szynach ustawionych na murowanym cokole.
- 36. Wiatrak „paltrak” z Schönfliess, obecnie obwód królewiecki, XVIII/XIX w. – kopia.
- 37. Amfiteatr, II połowa lat 70. XX w.

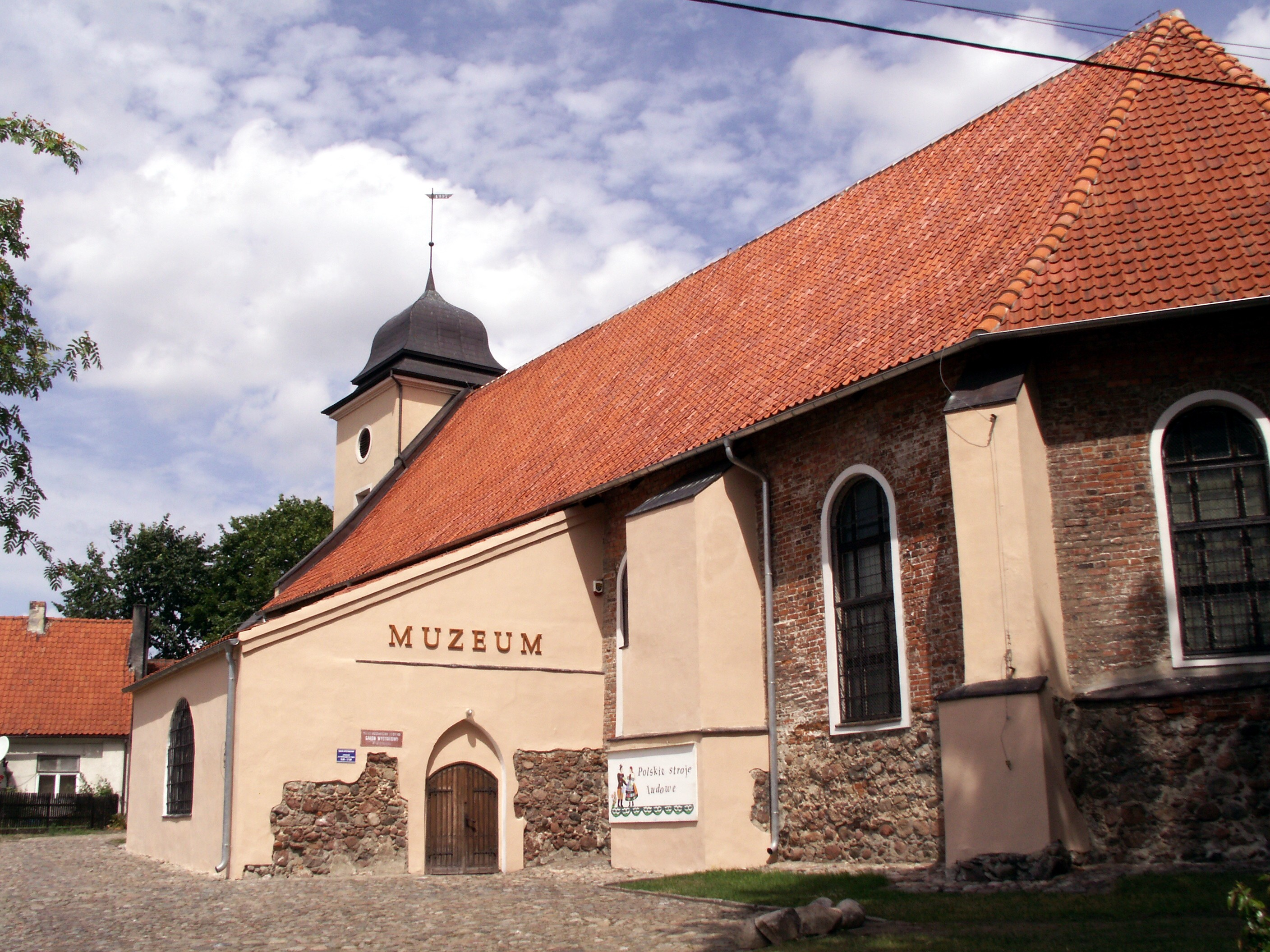
Galeria w dawnym kościele ewangelickim – oddział muzeum w centrum Olsztynka

- Galeria w dawnym kościele ewangelickim – oddział muzeum w centrum Olsztynka38. Brama wjazdowa z Sędrowa, XIX w. – kopia.
- 39. Dawmy kościół ewangelicki – oddział muzeum znajdujący się w centrum Olsztynka